# Kenedy Pedrosa
Kenedy Anderson Moraes Pedrosa (ur. 28 lipca 1994) – brazylijski zapaśnik walczący w obu stylach. Zajął dwudzieste miejsce na mistrzostwach świata w 2022. Wicemistrz mistrzostw panamerykańskich w 2019, 2022 i 2023; piąty w 2017. Wicemistrz igrzyska Ameryki Południowej w 2022. Srebrny i brązowy medalista mistrzostw Ameryki Południowej w 2017. Wicemistrz panamerykański juniorów w 2012 roku.